# Pietro Manzoni
Pietro Antonio Giacomo Maria Ignazio Manzoni (Caleotto di Lecco, 2 luglio 1736 – Milano, 18 marzo 1807) è stato il padre di Alessandro Manzoni e membro della nobile famiglia dei Manzoni.

## Biografia
Nato a Caleotto di Lecco nel 1736 da Alessandro Valeriano Manzoni (Caleotto di Lecco, 26 giugno 1686 – Caleotto di Lecco,  19 gennaio 1773) e da Maria Margherita Porro (1705 – Caleotto di Lecco, 12 aprile 1779).
Intorno al 1750 con il fratello Paolo avvia i restauri del palazzo settecentesco del Caleotto di Lecco, la sua residenza di famiglia. Esponente di spicco della nobiltà lecchese, fu Primo Estimato della Comunità Generale di Lecco.
Tra il 1757 e il 1758 risulta "Reverendo chierico" nella Parrocchia di Castello sopra Lecco. Nel 1759 risulta fattosi secolare e nello stesso anno sposò Maria Teresa Maineri, dalla quale non ebbe figli. Dal 19 gennaio 1773 divenne il Signore di Moncucco. Il 9 settembre 1775 rimane vedovo e, all'età di 46 anni, il 20 ottobre 1782 si unisce in matrimonio religioso con Giulia Beccaria, più giovane di lui di 26 anni, figlia del celebre giurista Cesare Beccaria. Il matrimonio civile venne celebrato il 12 settembre. Gli sposi, con il fratello Paolo e la sorella Maria Teresa, ex monaca dopo le soppressioni operate da Giuseppe II, vanno ad abitare a Milano, in una modesta casa d'affitto nel quartiere di San Damiano, edificio tuttora esistente in via Visconti di Modrone 16, dove nasce il 7 marzo 1785 il figlio Alessandro Manzoni, futuro scrittore e drammaturgo di grande fama.
Il piccolo Alessandro, battezzato nella Chiesa di San Babila con i nomi di Alessandro Francesco Tommaso Antonio, rimane affidato al padre e per circa due anni viene allevato da una balia, Caterina Panzeri, che abita nella cascina Costa di Galbiate. Il 23 febbraio 1792, dopo un anno di trattative, si arriva all'atto di "separazione consensuale" tra Pietro e la moglie Giulia Beccaria.
Pietro Manzoni muore a Milano il 18 marzo 1807, dopo aver istituito il giorno stesso il figlio, all'epoca ventiduenne, suo erede universale; una serie di fonti, non decisive, ritengono che in realtà il padre naturale di Alessandro sia stato Giovanni Verri, fratello dello scrittore Pietro ed amante della madre Giulia Beccaria all'epoca. È sepolto nel vestibolo della sagrestia della cappella del palazzo del Caleotto a Lecco, dove il corpo rimase anche dopo che il figlio Alessandro vendette la casa a Giuseppe Scola (11 novembre 1818).

## Gli studi
Sotto l'aspetto culturale Pietro Manzoni fu un erudito e condusse i primi scavi archeologici, noti, nel Lecchese al Colle di Santo Stefano.